# بولص رسول المسيح
بولس، رسول المسيح (بالإنجليزية: Paul, Apostle of Christ) هو فيلم مسيحي درامي تاريخي أمريكي من إخراج أندرو هيات وبطولة جيمس كافيزل وأوليفر مارتينيز وجيمس فولكنر وجوان والي وجون لينش، تتكلم قصة عن حياة بولس الطرسوسي وقد تم تصوير الفيلم في سبتمبر 2017 في مالطا.

## القصة
تبدأ أحداث الفيلم في سجن مامرتين في روما حيث يسجن بولس هناك قبل تنفيذ حكم الإعدام فيه الذي أمر به الإمبراطور نيرون، ثم يزوره هناك لوقا البشير ليقوم بتدوين قصته.

## البطولة
- جيم فولكنر بدور بولس الطرسوسي
- جيم كافيزل بدور لوقا
- أوليفر مارتينيز بدور ماوريشيوس
- جوان والي بدور بريسيلا
- جون لينش بدور أكيلا
- نوا هنتلي بدور بوبليوس
- يورغوس كاراميهوس بدور شاول قبل اعتناقة المسيحية
- أندريه أغيوس بدور إسطفانوس
- مانويل كوشي بدور حنانيا
- حسام شدات بدور غمالائيل
- ألكسندرا فينو بدور أوكتافيا

## التقييم
حصل الفيلم على 29% في موقع الطماطم الفاسدة وعلى 21 مراجعة وذكر نقاد الفيلم أنه لم يعرض حياة بولس كما وصف في الإنجيل وأنه عرض أجزاء معينة، فيما مدحه نقاد أخرون لعرضه التفاصيل الأخيرة لحياة بولس. في موقع ميتاكريتيك حصل الفيلم على تقييم 48 من 100 وحصل 9 انتقادات متفاوتة بين السلبية والإيجابية.

## وصلات خارجية
- بولص رسول المسيح على موقع IMDb (الإنجليزية)
- بولص رسول المسيح على موقع روتن توميتوز (الإنجليزية)
- بولص رسول المسيح على موقع نتفليكس (الإنجليزية)
- بولص رسول المسيح على موقع ألو سيني (الفرنسية)
- بولص رسول المسيح على موقع Turner Classic Movies (الإنجليزية)
- بولص رسول المسيح على موقع أول موفي (الإنجليزية)
- بولص رسول المسيح على موقع بوكس أوفيس موجو (الإنجليزية)
- بولص رسول المسيح على موقع فيلمافينيتي (الإسبانية)
- بولص رسول المسيح على موقع قاعدة بيانات الفيلم (الإنجليزية)
- بولص رسول المسيح على موقع ليتربوكسد (الإنجليزية)

- الموقع الرسمي
- بولص رسول المسيح على قاعدة بيانات الأفلام على الإنترنت